# Diawara
Diawara är en ort och kommun i östra Senegal. Den är belägen i regionen Tambacounda och har cirka 9 000 invånare. Diawara fick kommunrättigheter 2002. 